# Paul Jennings (darter)
Paul Jennings (Hartlepool, 22 september 1976), bijgenaamd Jenno, is een Engelse dartsspeler. Hij speelt voor de bond WDF (BDO) en wist zich in 2011 door winst in verschillende toernooien voor de eerste keer te plaatsen voor het World Professional Darts Championship 2012. Daarin won hij in zijn eerste match met 3-1 tegen tweevoudig kwartfinalist Garry Thompson en zijn tweede met 4-2 tegen Steve Douglas, waardoor hij in de kwartfinale verloor tegen een andere debutant, Wesley Harms met 3-5. In de World Professional Darts Championship 2013 won hij in de eerste ronde van Ross Montgomery met 3-1 en in de tweede ronde van Jason Cullen met 4-0. In de kwartfinale verloor hij van Scott Waites met 2-5. Op de World Professional Darts Championship 2014 verloor hij in de eerste ronde van Wesley Harms met 0-3. Op de BDO World Darts Championship 2015 verloor hij in de eerste ronde van Darryl Fitton met 0-3.

## World Championship Resultaten

### BDO
- 2012: Kwartfinale (verloren van Wesley Harms 3-5)
- 2013: Kwartfinale (verloren van Scott Waites 2-5)
- 2014: Laatste 32 (verloren van Wesley Harms 0-3)
- 2015: Laatste 32 (verloren van Darryl Fitton 0-3)